# Amphicnemis platystyla
Amphicnemis platystyla е вид водно конче от семейство Coenagrionidae.

## Разпространение
Видът е разпространен в Индонезия (Калимантан).